# 大莫蘭河
大莫蘭河（法語：Grand Morin，法語發音：[ɡʁɑ̃ mɔʁɛ̃]）是法國的河流，屬於馬恩河的左支流，河道全長118公里，發源自拉希附近，流經戈谢堡、库洛米耶和克雷西拉沙佩勒，河口處在埃斯布利。

## 外部連結
- http://www.geoportail.fr（页面存档备份，存于）
- The Grand Morin at the Sandre database